# Hagendorf (Zerbst)
Hagendorf war ein Rittergut und ist ein Ortsteil der Ortschaft Nedlitz der Stadt Zerbst/Anhalt im Landkreis Anhalt-Bitterfeld in Sachsen-Anhalt, (Deutschland).

## Lage
Das Dorf Hagendorf im Hohen Fläming liegt nahe der Hagendorfer Nuthe in der Nedlitzer Niederung des Naturparks Fläming zwischen den Orten Deetz, Nedlitz und Reuden/Anhalt an der Dobritzer Straße (K 1254). Die Landesgrenze zu Brandenburg verläuft unmittelbar östlich von Hagendorf. Die Stadt Zerbst liegt ca. 15 Kilometer westlich.

## Geschichte

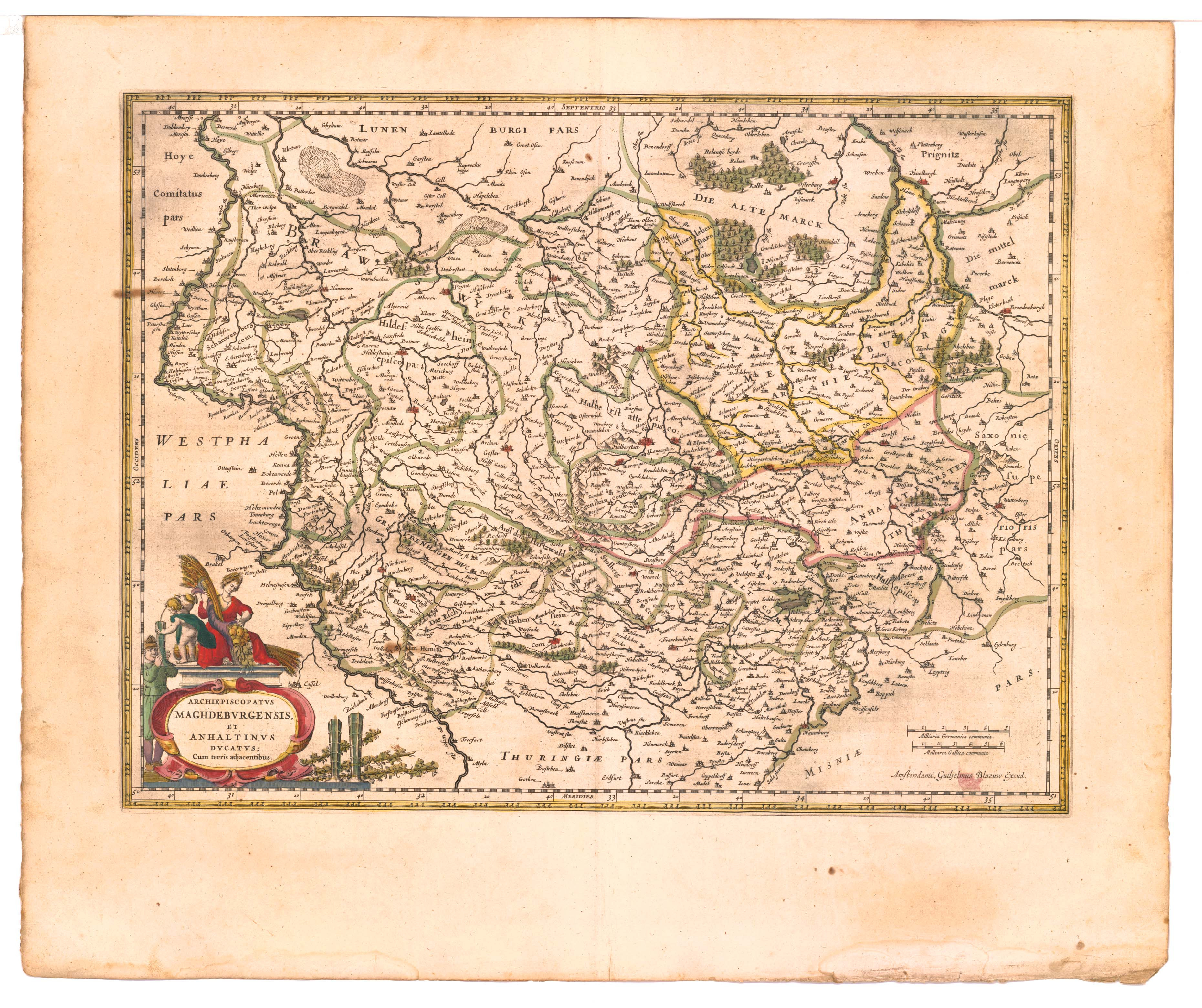
Anhaltinus Ducatus im Jahr 1645

Das genaue Datum der Gründung von Hagendorf ist nicht bekannt. Erste Erwähnungen finden sich 1324 als Hagindorp sowie ab 1397 als Hagendorp. Der Historiker Matthias Friske vermutete aufgrund des noch vorhandenen Friedhofs, dass es in Hagendorf möglicherweise eine Kirche gegeben haben könnte.
Das Gebiet im Vierländereck zwischen Erzstift Magdeburg, Anhalt, Mittelmark und Sachsen befand sich im 14. Jahrhundert als Grafschaft Lindau im Besitz der edelfreien Grafen von Lindow-Ruppin. Im Jahr 1370 verpfändete Graf Albrecht VI. von Lindow-Ruppin die Herrschaft Lindau an Fürst Johann II. von Anhalt-Köthen, bevor sie 1461 schließlich an die Fürsten von Anhalt-Köthen mit einem Wiederkaufsrecht verkauft wurde. Mit dem Erlöschen des Adelsgeschlechts Lindow-Ruppin 1524 ging das Wiederkaufsrecht an deren Lehnsherren, die Kurfürsten von Brandenburg, über. Im Jahr 1577 überließ Kurfürst Johann Georg von Brandenburg dem Haus Anhalt die Herrschaft Lindau als Mann- und Afterlehen.
Mit der Erbteilung Anhalts 1603 gehörte das Gebiet zu Anhalt-Zerbst. Im Dreißigjährigen Krieg fielen viele Orte in der Umgebung wüst. Auf einer Karte aus dem Jahr 1645 ist Hagendorf wie auch das benachbarte Deetz nicht eingezeichnet. Mitte des 17. Jahrhunderts stand Ludwig Ernst von Kalitsch im Dienst der Anhalt-Zerbster Fürsten und wurde von diesen um 1680 mit dem Rittergut Hagendorf belehnt. Zu dieser Zeit gehörte Hagendorf zusammen mit Dobritz, Grimme, Reuden und Nedlitz zum Amt Lindau. Mit der Zerbster Teilung 1797 wurde Hagendorf vom Amt Lindau getrennt und kam als adeliges Dorf zu Leopold III. Friedrich Franz von Anhalt-Dessau.
Der Stabskapitän Leopold von Kalitsch-Dobritz (1704–1752) und folgend Ludwig Johann Friedrich von Kalitsch (1744–1772) sind die Gutsherren auf Hagendorf im 18. Jahrhundert. Deren Erbe tritt der Hauptmann Heinrich von Kalitsch (1752–1798), verheiratet mit Johanne Eleonore Friedrike von Waldersee, an.
Mit der Landschaftsordnung von 1859 wurde nach der Vereinigung der drei anhaltinischen Teilherzogtümer zum Herzogtum Anhalt der Landtag des Herzogtums Anhalt geschaffen. Zwölf der 36 Abgeordneten wurden von der Ritterschaft gewählt. Unter der 47 landtagsfähigen Rittergütern war auch das Rittergut Hagendorf der Familie von Kalitsch. Hagendorf gehörte zu dieser Zeit zur Gemeinde Dobritz und es bestand aus zehn Häusern mit 48 Einwohnern sowie ausgedehnten Ländereien. Das Gut gehörte dem herzoglich anhaltinischen Kammerherrn und Landrat Friedrich von Kalitsch (1786–1870). Mit seiner Ehefrau Auguste Freiin Drais von Saurbronn wählte Dobritz zum Hauptsitz, was auch die Nachfahren übernahmen.
Am 1. Juli 1950 wurde Hagendorf nach Nedlitz eingegliedert. Bis zum 31. Dezember 2009 war Nedlitz eine selbständige Gemeinde mit dem zugehörigen Ortsteil Hagendorf. Danach gehörte beides zur Gemeinde Zerbst.

## Besonderheiten
- In Hagendorf befindet sich an der Dobritzer Straße der Findling Großer Stein, ein Gedenkstein, der die Hagendorfer und Nedlitzer Opfer des Ersten Weltkriegs nennt. Er ist seit 1967 Naturdenkmal.[16]